# Piotr Nurowski
Piotr Jan Nurowski (20. června 1945, Sandomierz, Polsko – 10. dubna 2010, Pečersk, Rusko) byl polský podnikatel a prezident Polského olympijského výboru.

## Životopis
V roce 1967 absolvoval Právnickou fakultu Varšavské univerzity. Krátce pak působil jako sportovní zpravodaj Polského rozhlasu. Angažoval se ve Svazu socialistické mládeže. V roce 1972 se stal místopředsedou Polského svazu lehké atletiky. O rok později se stal jeho předsedou, a tím se zároveň stal nejmladším předsedou národního sportovního sdružení na světě. Funkci zastával až do roku 1976 a poté v letech 1978 až 1980. Byl členem Polské sjednocené dělnické strany. V letech 1973 až 1976 byl členem národního rady Varšavy. Od roku 1981 byl zaměstnancem ministerstva zahraničí – v letech 1981 až 1984 byl prvním tajemníkem polské ambasády v Moskvě, v letech 1984 až 1986 zaměstnancem oddělení ministerstva pro Asii, Afriku a Austrálii a v letech 1986 až 1991 poradcem na velvyslanectví v marockém Rabatu. Po roce 1991 začal působit ve společnostech Zygmunta Solorze. V letech 1991 až 1992 byl obchodním ředitelem společnosti Solpol, v roce 1992 se zapojil do vytváření televizní stanice Polsat, v jejíchž statutárních orgánech pak zasedal – v letech 1992 až 1998 v představenstvu a od roku 1998 v dozorčí radě. V roce 2005 byl zvolen prezidentem Polského olympijského výboru. V roce 2007 byla zveřejněna informace o jeho údajné spolupráci s Bezpečnostní službou (polská obdoba československé Státní bezpečnosti). Nepravomocný rozsudek varšavského soudu v roce 2009 uvedl, že se jedná o nepravdivé informace.
Zemřel při leteckém neštěstí u ruského Smolensku 10. dubna 2010. Posmrtně obdržel Důstojnický kříž s hvězdou Řádu Polonia Restituta (Krzyż Oficerski Orderu Odrodzenia Polski).